# Place-d’Armes (Metro Montreal)

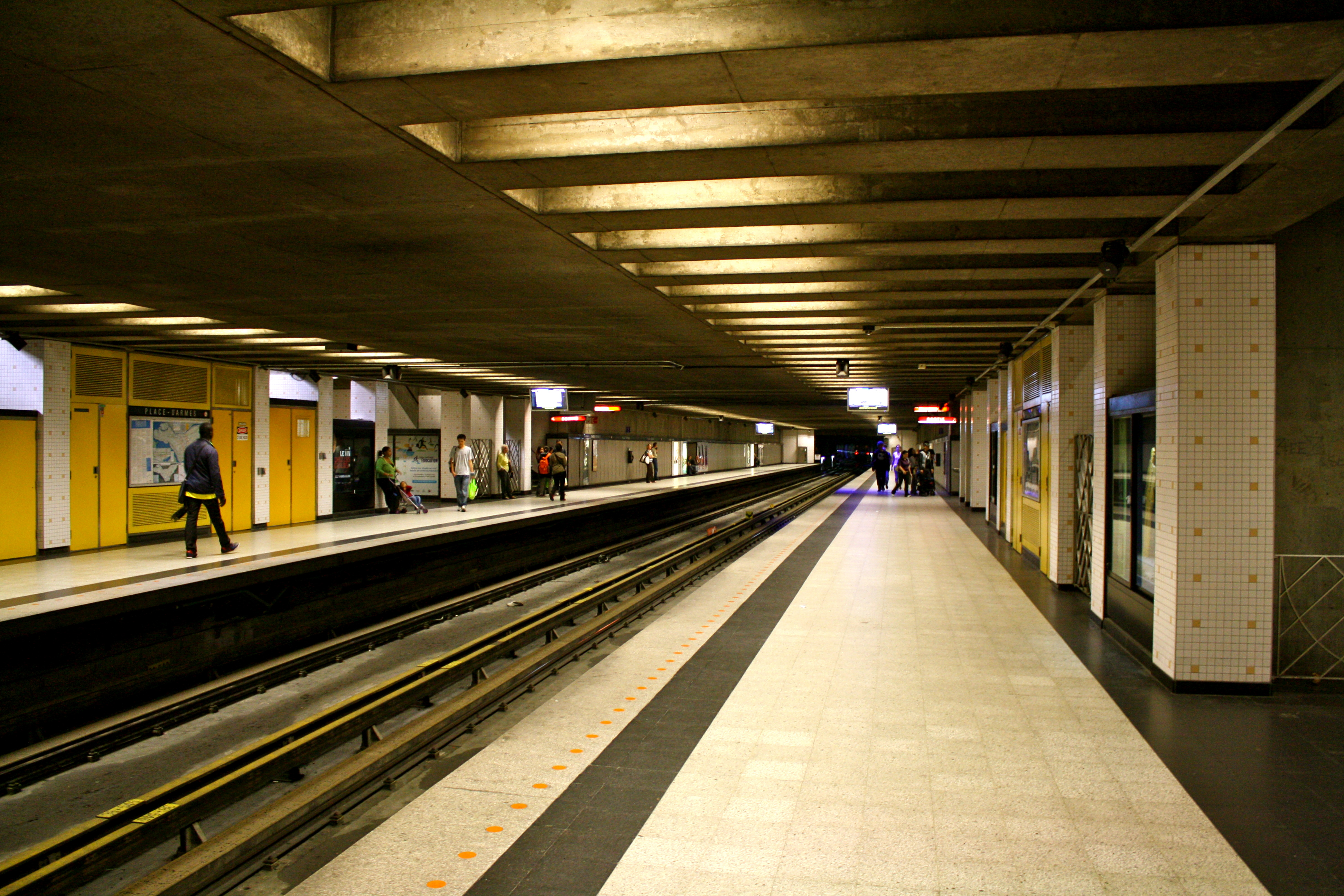
Blick auf die Bahnsteige

Place-d’Armes ist eine U-Bahn-Station in Montreal. Sie befindet sich im Arrondissement Ville-Marie, an der Kreuzung von Rue Saint-Urbain und Avenue Viger. Hier verkehren Züge der orangen Linie 2. Im Jahr 2019 nutzten 6.986.287 Fahrgäste die Station, was dem 11. Rang unter den insgesamt 68 Stationen der Metro Montreal entspricht.

## Bauwerk

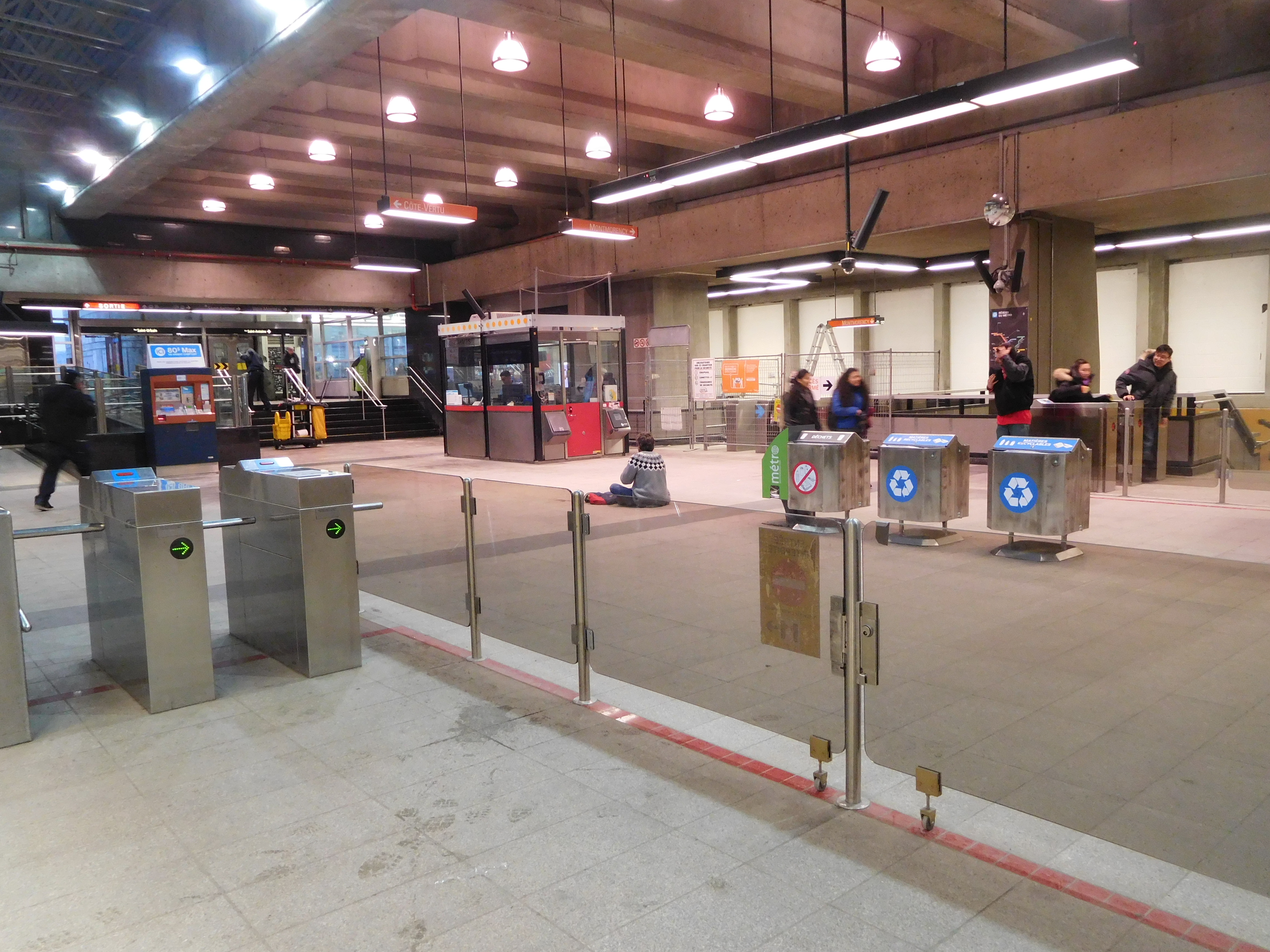
Eingangshalle

Die von J. Warunkiewicz entworfene Station liegt am Rande der Montrealer Altstadt. Ihre Verteilerebene befindet sich unter dem Palais des congrès de Montréal. Der westliche Ausgang führt direkt ins Erdgeschoss dieses Kongresszentrums, der östliche ins Freie. 4,6 Meter unter der Erdoberfläche liegt die in offener Bauweise entstandene Bahnsteigebene mit zwei Seitenbahnsteigen. Die Entfernungen zu den benachbarten Stationen, jeweils von Stationsende zu Stationsanfang gemessen, betragen 356,60 Meter bis Square-Victoria–OACI und 370,60 Meter bis Champ-de-Mars.
Es bestehen Anschlüsse zu zwei Buslinien und drei Nachtbuslinien der Société de transport de Montréal. Die Station Place-d’Armes ist in die weitläufige Montrealer Untergrundstadt integriert. Fußgängertunnel führen zum Complexe Guy-Favreau (Verwaltungszentrum der kanadischen Bundesregierung) und zum Wolkenkratzer Complexe Desjardins. Ebenfalls unterirdisch zu Fuß erreichbar sind die Metrostationen Square-Victoria–OACI und Place-des-Arts. Zu den Sehenswürdigkeiten in der Nähe gehören die Basilika Notre-Dame de Montréal, die Place d’Armes mit dem Maisonneuve-Denkmal, das Vieux Séminaire de Saint-Sulpice und die Chinatown.

## Kunst
Der Stationsbereich ist eher schmucklos, sieht man von den Wandplatten aus gewelltem rostfreiem Stahl ab. Künstlerisch gestaltet ist hingegen der Verbindungstunnel in Richtung der Metrostation Place-des-Arts. Christian Kiopini gestaltete 2002/03 die Wände mit Sperrholzplatten, Glas und Acryl. Es handelt sich um drei Flächen, die durch ihre Farben und die geologische Formation, an die sie erinnern, miteinander in Verbindung stehen. Chambre secrète („geheime Kammer“) am westlichen Ende bezieht die Tür zum Tresorraum einer ehemaligen Bank mit ein. Darauf reflektiert das Licht des mittleren Werks Contreforts („Vorgebirge“). Inmitten einer Rotunde steht Rayons („Strahlen“), dessen Linien zu einem Kegel zusammenlaufen, der auf einen imaginären Punkt an der Oberfläche zeigt.

## Geschichte
Die Eröffnung der Station erfolgte am 14. Oktober 1966, zusammen mit dem Teilstück in Richtung Henri-Bourassa. Place-d’Armes gehört zum Grundnetz der Metro und war für einige Monate Endstation der orangen Linie. Diese wurde am 6. Februar 1967 südwestwärts nach Square-Victoria–OACI verlängert, eine Woche später nach Bonaventure. Namensgeber der Station ist der rund 250 Meter südöstlich gelegene Place d’Armes, der ehemalige Montrealer Paradeplatz.